# 陈小平 (1963年)
陈小平（1961年10月15日—），笔名杜菲、cow、程严、曾双、周详、齐寓春、张乐，湖南衡阳人，美籍华人记者。

## 生平
1979年，考入中国政法大学，成为文革之后该校第一批法律专业大学生。1983年，考入北京大学师从法律系教授萧蔚云。先后获得中國政法大學學士、北京大學法學院碩士。曾任中国政法大学讲师，中国政法大学宪法教研室副主任、中国宪法学会理事，六四事件期间被捕。随后被当局以“阴谋颠覆国家政权罪”关进秦城监狱2年7个月。
后任《纽约时报》北京分社首席记者。1997年8月，以哈佛大学尼曼学者身份赴美。2002年取得哈佛大學法學院碩士，同年遭中国驻纽约总领事馆拒绝其中华人民共和国公民护照延期申请。后取得威斯康星大學法學院博士，成为美国公民。
任明镜新闻出版集团执行总编，负责明镜新闻出版集团旗下所有杂志的审核工作。或因受到自己工作的影响，其中国籍妻子李怀平2017年9月18号在广州失踪。他于2018年1月13号发表一封致中国国家主席习近平的公开信，呼吁中国政府关注调查其妻李怀平失踪事件并还她自由。
现任美国之音主持人、记者。